# Crinia deserticola
Crinia deserticola är en groddjursart som först beskrevs av Liem och Ingram 1977.  Crinia deserticola ingår i släktet Crinia och familjen Myobatrachidae. IUCN kategoriserar arten globalt som livskraftig. Inga underarter finns listade i Catalogue of Life.